# Lista portów lotniczych w Luksemburgu
Lista portów lotniczych w Luksemburgu, ułożonych alfabetycznie.
| Położenie  | ICAO | IATA | NAZWA LOTNISKA           |
| Luksemburg | ELLX | LUX  | Port lotniczy Luksemburg |
| Medernach  | ELMD |      | Port lotniczy Kitzebour  |
| Noertrange | ELNT |      | Port lotniczy Noertrange |
| Useldange  | ELUS |      | Port lotniczy Useldange  |